# Fontana dei Ramari
La fontana dei Ramari (dial. funtà di Ramà) è una fontana posta nel confine fra i comuni di Bobbio (PC) e di Brallo di Pregola (PV). Si trova a 1.100 metri in zona La Costa e sopra le Rocche del Casone (o di Colleri), ed è una duplice sorgente che scaturisce sotto un masso calcareo di circa 10 m³ e da un altro più piccolo. La portata di circa 180 lt/ora è costante estate e inverno e la temperatura supera di poco i 10 °C.

## Storia
Durante l'antico pellegrinaggio per il santuario del Monte Penice i pellegrini vi accendevano le candele votive quando la statua della Madonna che dal santuario sul monte Penice veniva portata in una processione lungo il Sentiero medievale per il Santuario del Monte Penice scendendo a San Cristoforo e poi a Bobbio ed al Santuario della Madonna dell'Aiuto di Bobbio.
Lungo il corso degli anni gli abitanti di Feligara hanno mantenuto la fontana arricchendola di muretti a secco che contornano l'area, nei cui interstizi vegetano muschio, capelvenere e piccole felci. Accanto alla sorgente gli abitanti del posto hanno montato un tavolo e due panchette sostenuti da tronchetti di faggio, per i turisti che vogliono godere di un picnic al fresco e nel silenzio.

## Come arrivarci
Più direttamente: da Varzi si sale a Passo del Brallo (alt. 1000 m) poi verso Pregola, prendere bivio per Dezza. Dopo il campo sportivo di Brallo (Pian del lago) c'è un bivio: prendere la strada sterrata a destra, da dove passa il metanodotto per Colleri fino ad un piazzale prima della pineta, da lì si prende il Passo della Fontana dei Ramari e si scende verso La Costa in mezzo ai faggi.
Essa è posta vicino al confine regionale alla fine di La Costa seguendo il Sentiero medioevale per il Santuario del Monte Penice nei pressi del medesimo Passo della Fontana dei Ramari che collega la Valle del Carlone con la Valle di Bobbio e la Valle dell'Avagnone e la Valle Staffora, con la vicina strada asfaltata che collega Dezza a Brallo di Pregola ed al Passo del Brallo da cui si diparte il sentiero per il Monte Penice.
Vi si può arrivare in auto salendo da Bobbio per Dezza o dal comune di Brallo di Pregola seguendo la strada asfaltata e poi nei pressi del Passo di Monte Lago nei pressi del confine regionale.

## Leggende
Si narra del miracolo della fontana dei Ramari secondo cui vi furono guarigioni tra i boscaioli che si erano feriti nella zona e, dopo aver bevuto alla fontana, miracolosamente guariti senza riportare alcun danno. Ma tutto ciò si deve al fatto che i boscaioli di allora erano "geneticamente selezionati" da una natura incontaminata e quindi di corporatura rubustissima. L'acqua può aver giovato perché particolarmente diuretica.
Da sempre questa fontana è di proprietà dei discendenti della Famiglia Callegari.